# Kassa (Andor)
"Kassa" es el primer episodio de la serie de televisión estadounidense Andor, basada en Star Wars creada por George Lucas y spin-off precuela de la película Rogue One (2016). Fue escrito por Tony Gilroy y dirigido por Toby Haynes.
El episodio está protagonizado por Diego Luna como Cassian Andor, repitiendo su papel de la película derivada de Star Wars, Rogue One (2016). Haynes fue contratado en septiembre de 2020 después de un retraso en la producción debido a la pandemia de COVID-19, y Gilroy se unió a la serie como showrunner a principios de 2019, reemplazando a Stephen Schiff. Ambos son productores ejecutivos junto a Luna y Kathleen Kennedy.
"Kassa" se estrenó en Disney+ el 21 de septiembre de 2022 junto a sus 2 siguientes capítulos.

## Trama
Cinco años antes de la Batalla de Yavin, un joven llamado Cassian Andor llega al planeta industrial de Morlana One; en medio de una fuerte lluvia, llega a un burdel y pregunta por una mujer proveniente del planeta Kenari, quien resulta ser su hermana desaparecida. Mientras espera por respuestas, Cassian empieza a tener encontrones con Verlo y Kravas, dos oficiales de seguridad centinelas de la Autoridad Pre-Mor. Sin respuestas, Cassian se va pero se produce un altercado entre el trío fuera del burdel, lo que lleva a Cassian a matar accidentalmente a un oficial y ejecutar al otro. Cassian huye al planeta Ferrix, donde intenta ocultar los eventos convenciendo al droide de su madre adoptiva Maarva, B2EMO, y a su amigo, Brasso, para que lo encubran. Cassian más tarde visita a su amiga Bix Caleen pidiéndole que lo conecte con un comprador del mercado negro, ya que Cassian ha adquirido una Unidad Starpath, una pieza valiosa de la tecnología de navegación imperial. Bix acepta y se pone en contacto con el comprador, pero sus intentos de ocultar su conexión con Cassian hacen que su novio, Timm, sospeche.
De vuelta en Morlana One, el inspector jefe de seguridad elige encubrir los asesinatos para mejorar su informe a las autoridades imperiales, pero su ayudante, el joven sub adjunto Syril Karn, está decidido a resolver el caso. Karn identifica la nave prestada de Cassian y la rastrea hasta Ferrix, y se entera de un testigo del burdel que Cassian dijo que era del planeta Kenari, haciendo que su equipo busquen hombres con esas características. En un flashback, un Cassian más joven, conocido como Kassa, y su tribu en Kenari observan la caída de una nave y deciden investigar un barco estrellado; antes de irse, le pide a su pequeña hermana que se quede.

## Producción

### Desarrollo
El CEO de Disney, Bob Iger, anunció en febrero de 2018 que había varias series de Star Wars en desarrollo, y en noviembre se reveló que entre ellas, se encontraba una precuela de la película Rogue One (2016). La serie fue descrita como un programa de suspenso de espías centrado en el personaje Cassian Andor, con Diego Luna retomando su papel de la película. Jared Bush desarrolló originalmente la serie, escribiendo un guion piloto y una biblia de la serie para el proyecto. A fines de noviembre, Stephen Schiff ya se desempeñaba como productor ejecutivo y productor ejecutivo de la serie. Tony Gilroy, quien fue acreditado como coguionista de Rogue One y supervisó extensas regrabaciones de la película, se unió a la serie a principios de 2019 cuando discutió los primeros detalles de la historia con Luna. La participación de Gilroy se reveló en octubre, cuando estaba listo para escribir el primer episodio, dirigir varios episodios y trabajar junto a Schiff;  Gilroy había reemplazado oficialmente a Schiff como showrunner en abril de 2020. Para entonces, se habían llevado a cabo seis semanas de preproducción de la serie en el Reino Unido, pero esto se detuvo y la producción de la serie se retrasó debido a la pandemia de COVID-19. La preproducción había comenzado nuevamente en septiembre antes del inicio planificado de la filmación el próximo mes. En ese momento, Gilroy, que reside en Nueva York, decidió no viajar al Reino Unido para la producción de la serie debido a la pandemia y, por lo tanto, no pudo dirigir el primer episodio de la serie. En cambio, se contrató a Toby Haynes, con sede en el Reino Unido, que ya estaba "alto en la lista" de posibles directores de la serie, para dirigir los primeros tres episodios. Gilroy seguiría siendo productor ejecutivo y showrunner. En diciembre de 2020, se reveló que Luna sería productor ejecutiva de la serie. 
El primer episodio, titulado "Kassa", fue escrito por Tony Gilroy.

### Escritura
La escritura se estructuró de modo que cada tres episodios contenga un arco argumental.  Durante los primeros tres episodios, Gilroy había querido abordar el acento de Andor y al mismo tiempo explorar más su historia de fondo. Originalmente había creado la historia del origen de Andor mientras escribía la serie y optó por incluirla antes en la serie para evitar tener que "llevarla a lo largo de todo el programa". Al describirlo además como una "pieza contenida", también comentó "en algún momento, a mí [Gilroy] se le debe haber ocurrido el patrón de corte, y luego lo interesante fue cómo contar realmente la historia del joven Cassian, cómo estirar eso y cómo sacarle el máximo provecho". Gilroy había creado la secuencia de apertura, donde Andor asesina a dos oficiales de Seguridad Corporativa, con la intención de asegurarse de comenzar con un "día en el que todo salió completamente mal", con su intención de "causarle [a Andor] tantos problemas como sea posible". También inició la secuencia de eventos en los que Andor comienza su viaje, ya que Gilroy había citado el "destino" como un elemento de su viaje. Luna también había notado que Andor tuvo que matar deliberadamente al otro oficial de Seguridad Corporativa luego de su asesinato accidental del primero, ya que Andor había entendido que sería arrestado. También opinó que Andor tomó la decisión porque era un "sobreviviente, sin importar lo que cueste" y citó la "ausencia de una institución que impartiera justicia" como otra de las razones por las que tal evento tendría lugar. Adria Arjona también señaló que la relación de Bix Caleen con Andor era ambigua, diciendo que si bien tenían una larga amistad, no era romántica, y agregó que "la confianza se ha construido y luego se ha roto y luego se ha reconstruido y luego se ha roto de nuevo" mientras señalando que Bix era un personaje práctico y leal que tenía la intención de administrar su propio negocio. También sintió que Bix siempre "termina prefiriéndolo a él [Andor] por encima de todo" y que su presencia siempre había trastornado ligeramente su vida. Arjona interpretó personalmente que, como resultado, había llegado a un acuerdo con Timm, ya que él también era un socio confiable con quien podían administrar el negocio juntos.
Los flashbacks en el episodio revelaron que el nombre de nacimiento de Andor es Kassa y una de las razones principales para incluir los flashbacks fue explicar el acento de Andor. El episodio mostró la primera representación de la escala de tiempo ABY/DBY (antes o después de la Batalla de Yavin) en cualquier serie o película de Star Wars cuando presentó ABY 5 en la pantalla durante la escena de apertura. Anteriormente, solo los fanáticos usaban la escala para crear una línea de tiempo de los eventos de la franquicia, con un punto cero en la Batalla de Yavin en A New Hope con la destrucción de la primera Estrella de la Muerte.

### Casting
El episodio está protagonizado por Diego Luna como Cassian Andor, Kyle Soller como Syril Karn, Adria Arjona como Bix Caleen, Joplin Sibtain como Brasso, James McArdle como Timm Karlo y Rupert Vansittart como Chief Hyne. 

### Rodaje
El rodaje comenzó en Londres, Inglaterra, a finales de noviembre de 2020, con la producción basada en Pinewood Studios. La serie fue filmada bajo el título provisional Pilgrim,  y fue la primera serie de Star Wars de acción en vivo que no hizo uso de la tecnología de fondo digital StageCraft. Los lugares de rodaje incluyeron Black Park en Buckinghamshire, Inglaterra para las escenas retrospectivas, así como en Middle Peak Quarry en Derbyshire, Inglaterra.

### Música
Nicholas Britell compuso la partitura musical del episodio.  La banda sonora del episodio se lanzó en octubre de 2022 como parte del primer volumen de la serie. El volumen también constaba de las bandas sonoras de los episodios 2-4.

## Lanzamiento
"Kassa" se lanzó en Disney+ el 21 de septiembre de 2022 junto con sus 2 siguientes capítulos. En noviembre de 2022, Disney anunció que los dos primeros episodios se emitirían en ABC el 23 de noviembre, en FX el 24 de noviembre y en Freeform el 25 de noviembre, y estarían disponibles en Hulu del 23 de noviembre al 7 de diciembre. Un movimiento similar también se replicó en varios países de Europa, incluidos Portugal, España, Polonia y los Países Bajos, con los dos primeros episodios transmitidos por Fox, el 24 o 25 de noviembre, según el país. 

## Recepción

### Audiencia
Los primeros tres episodios se lanzaron al mismo tiempo y, según Nielsen Media Research, que mide la cantidad de minutos vistos por el público estadounidense en los televisores, Andor fue la sexta serie original más vista en los servicios de transmisión durante la semana del 19 al 25 de septiembre de 2022, con 624 millones de minutos vistos.
El sitio web del agregador de reseñas Rotten Tomatoes informa un índice de aprobación del 92% con una calificación promedio de 7.70/10, según 118 reseñas. El consenso crítico del sitio dice: "Con un estreno empapado en la atmósfera y la arena del cine negro, Andor anuncia desde el principio que es una desviación audaz de la actitud y el estilo de las historias anteriores de Star Wars".
Escribiendo para Collider, Maggie Lovitt le dio al episodio una "A+", llamándolo una "aventura refrescante de regreso a los primeros días de una rebelión" y comparando el tiempo de Andor en Morlana One como algo sacado de Blade Runner. Ella destaca que la serie no perdió el tiempo brindando información vital sobre quién es el personaje y cómo puede ser su historia después de que Rogue One y sus novelas y novelizaciones relacionadas proporcionaron poco sobre quién era Andor además de él "teniendo seis años cuando el Imperio afectó por primera vez su vida y un miembro firme y moralmente dudoso de la rebelión".  Jesse Hassenger de Vulture no se sintió tan positivo sobre el episodio, dándole 3 de 5 estrellas. 